# Departement Oruro
Oruro je departement v západní Bolívii. Rozloha departementu je 53 558 km², žije v něm přibližně 570 tisíc osob. Hlavním městem je Oruro.

## Administrativní členění

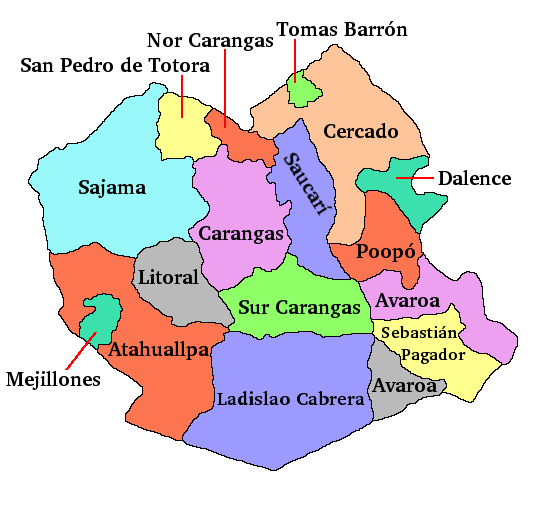
Provincie v departementu Oruro

Departement Oruro se člení na 16 provincií, které se dále dělí na 35 obcí (španělsky municipio). 
- Carangas
- Cercado
- Eduardo Avaroa
- Ladislao Cabrera
- Litoral
- Nor Carangas
- Pantaleón Dalence
- Poopó
- Puerto de Mejillones
- Sabaya
- Sajama
- San Pedro de Totora
- Saucarí
- Sebastian Pagador
- Sud Carangas
- Tomás Barrón

## Jazyky
Nejpoužívanějšími jazyky v departementu jsou španělština, kečuánština a ajmarština. V tabulce jsou uvedeny počty obyvatel hovořící jednotlivými jazyky jak v departementu, tak v celé Bolívii.
| Jazyk                    | Departement Oruro | Bolívie   |
| ------------------------ | ----------------- | --------- |
| kečuánština              | 134,289           | 2,281,198 |
| ajmarština               | 127,086           | 1,525,321 |
| guaranština              | 383               | 62,575    |
| jiné domorodé            | 1,943             | 49,432    |
| španělština              | 342,332           | 6,821,626 |
| zahraniční               | 6,878             | 250,754   |
| pouze domorodé           | 30,745            | 960,491   |
| domorodé a španělština   | 188,963           | 2,739,407 |
| španělština a zahraniční | 153,439           | 4,115,751 |

## Zajímavosti
- Národní park Sajama
- vulkán Parinacota
- Sajama lines – sítě tisíců cest, které vyryli do země domorodí obyvatelé
- vyschlé jezero Poopó
- jezero Uru-Uru

## Osobnosti
- Evo Morales, bývalý prezident Bolívie